# TOKYO BRANDNEW DAYS
『TOKYO BRANDNEW DAYS』（トーキョー・ブランニュー・デイズ）は、BSジャパンで2013年4月20日から9月28日まで毎週土曜日23:00 - 24:00に放送されていたファッション情報番組。略称はTBD。全24回。
2013年10月5日より『TOKYO BRANDNEW DAYS〜アシタノワタシ〜』に改題。ドキュメンタリー番組にリニューアルして2014年3月29日まで同時間帯で放送された。全26回。

## 概要
前クールまでテレビ東京で放送されていたファッション情報番組『TOKYO BRANDNEW GIRLS』が、系列のBSデジタル放送局に移動&リニューアルという形でスタート。

## TOKYO BRANDNEW DAYS
ファッションをテーマにモデルたちが小旅行。現地のライフスタイルや流行のショップの紹介などを通して、彼女たちの素顔とそのファッションスタイルに迫る。そのほかVTRコーナーでは最新ファッション情報を届ける。

### コーナー
- Fashion Trip

番組のメイン企画。モデル2人が“ファッション・トリッパー”として様々なスポットを訪れ、現地のトレンドスタイルを体験する。同じ出演者、ロケーションで2週にわたって放送。ゲスト出演：ミーシャ・ジャネット（#6）、吉川めい（veda代表）（#9）。
- TOKYO HI-END PRESS

ハイブランドの最新情報を紹介。おもにファッション・イベントのレポート。招待客のモデルやタレントがコメント出演する。
- Information from SABON

インフォマーシャルコーナー。モデル2人がサボンの商品をオススメする。第11回以降は、Sabon NYCのPVを放送。
- FASHION NEWS

今注目のファッションニュースを紹介。

### テーマ曲
オープニングテーマ
- Ne-Yo 「Let Me Love You (Until You Learn to Love Yourself)」（#1-24）

エンディングテーマ
- YUKALI 「ありがとう。って心から…」（#1-11）
- 青山テルマ 「MY ANGEL」（#12-24）

## TOKYO BRANDNEW DAYS〜アシタノワタシ〜
ドキュメンタリー番組にリニューアル。ファッションモデルが『素敵な明日(BRANDNEW DAYS)』を迎えるために頑張る姿を追いかけるガールズドキュメンタリー。

### テーマ曲
オープニングテーマ
- 月替わり（#1-13）
- Zedd 「Clarity (feat. Foxes)」（#14-26）

エンディングテーマ
- オアシス 「Keep the Dream Alive」(#1-26)

## 放送リスト
TOKYO BRANDNEW DAYS
TOKYO BRANDNEW DAYS〜アシタノワタシ〜

## スタッフ
TOKYO BRANDNEW DAYS
- ナレーション：南美布
- 構成：岡田浩、古賀文恵、本間恵理、城理優亜
- 撮影：長谷部雅治、山本洋、長塚史視、海渡敬介、千原久樹、森威宏、舘岡悟、関根文美恵
- 技術協力：映像通信、grasp、V-OUT、東京サウンドプロダクション、プラネットピクチャーズ、池田屋
- ヘアメイク：PEACE MONKEY、roraima、Addict Case
- スタイリスト：斉藤賀奈代
- 制作：林秀武（マインドスクエア）
- 協力：今井雄一（TANK）
- ディレクター：内野延・高原真弓（free Inc.）
- 編成：柳川美波（BSジャパン）
- 総合演出：持齋昌宏（free Inc.）
- プロデューサー：藤平晋太郎（テレビ東京）
- 制作協力：free inc.、マインドスクエア、JMPインターナショナル
- 製作著作：BSジャパン、テレビ東京

TOKYO BRANDNEW DAYS〜アシタノワタシ〜
- ナレーション：南美布（#1-14, 17-26）、東海林舞（#15,16）
- 構成：城理優亜、吉田尚子、市川マミ、市川幸宏
- 撮影：山田洋和、池田英孝、三好哲也、永妻満、杉山紀行、杉村正視、長谷部雅治
- 音声：熊倉智大、福重伸隆、吉田均、小出秀久
- 編集：木原浩司
- MA：大澤竜哉
- 音効：安原裕人
- 技術協力：池田屋、映像通信、grasp、ワークビジョン（#8）
- 協力：マインドスクエア（#16-26）
- ヘアメイク：Addict Case
- スタイリスト：斉藤賀奈代、鈴木千春、市岡愛
- 企画：林秀武（マインドスクエア）
- ディレクター：内野延・高原真弓・久保健介・鈴木努・白形隆幸（free Inc.）
- アシスタントプロデューサー：小西杏奈（free Inc.）
- 編成：柳川美波（BSジャパン）
- 総合演出：持齋昌宏（free Inc.）
- プロデューサー：藤平晋太郎（テレビ東京）
- 制作協力：free inc.、マインドスクエア
- 製作著作：BSジャパン、テレビ東京